# Vestre Fængsel
Vestre Faengsel är ett fängelse i Köpenhamn och Danmarks största fängelse med 450 platser (2024). Det stod färdigt 1895.